# کشور صنعتی
کشور صنعتی کشوری است که از نگاه فنی به سطح بلند رشد رسیده و خودش دارای صنایع تولید کالاها است.
بر پایهٔ رده‌بندی بانک جهانی، کشورهای عضو سازمان همکاری اقتصادی و رشد (OECD) به استثنای یونان، پرتغال، اسپانیا، ترکیه و آن دسته از کشورهای در حال توسعه که در سال ۱۹۹۴ به عضویت این سازمان پیوسته‌اند کشور صنعتی محسوب می‌شوند.
اکثر کشورهای صنعتی با یکدیگر توافقات پیچیدهٔ اقتصادی و سیاسی دارند که این توافقات صلح با دوام در بین آنها را تأمین می‌کند و زمینه را برای رشد اقتصادی فراهم می‌آورد. از میانهٔ دههٔ ۱۹۵۰ سهم بخش عرضهٔ خدمات در اقتصاد کشورهای صنعتی به گونه‌ای روزافزون افزایش یافته‌است. از دههٔ ۱۹۸۰ اقتصاد اطلاعاتی با اهمیت گردیده‌است.
بخش بزرگ دارایی جهانی در کشورهای صنعتی است. چین، ایالات متحده آمریکا، کشورهای عضو اتحادیه اروپا، ژاپن، کانادا و استرالیا کشورهای بزرگ صنعتی‌اند.